# فرودگاه منطقه‌ای اوزارک
 فرودگاه منطقه‌ای اوزارک (به انگلیسی: Ozark Regional Airport) یک فرودگاه همگانی بهره‌برداری هوایی با کد یاتا WMH است که یک باند فرود آسفالت دارد و طول باند آن ۱۵۲۴ متر است. این فرودگاه در کشور ایالات متحده آمریکا قرار دارد و در ارتفاع ۲۸۳ متری از سطح دریا واقع شده است.